# Ісламістське повстання у Сирії
Ісламістське повстання в Сирії — серія збройних виступів ісламістів-суннітів, головним чином «Братів мусульман», що відбувалися у Сирії з 1976 по 1982 рік. Направлено було проти правлячої партії Баас, а також алавітів, які складали її основний кадровий склад. Найбільш відомим епізодом повстання був штурм урядовими військами бунтівного міста Хама, в результаті якого за різними оцінками загинуло від 17 до 40 тисяч осіб. Ці події отримали назву різанини в Хамі.
Перші зіткнення «Братів мусульман» з Баас почалися незабаром після приходу останньої до влади в результаті перевороту 1963 року. У 1964 році діяльність «Братів мусульман» була в країні заборонена.
Незабаром після окупації Сирією Лівану в 1976 році сталася серія вбивств високопоставлених сирійців-алавітів. У вбивствах уряд звинуватив «Братів мусульман». У 1979 році «Брати мусульмани» організували вбивство кількох десятків алавітів-курсантів військового училища в Алеппо. Ці події стали початком повномасштабної терористичної діяльності, спрямованої проти баасистів і алавітів. В одному Алеппо з 1971 по 1981 роки було вбито 300 осіб, в основному алавітів і членів Баас.
У березні 1980 року по всій Сирії прокотилася хвиля масових вуличних протестів, які найчастіше переростали у сутички з поліцією. У демонстраціях брали участь як ісламісти, так і світські організації. Влада відповідала придушенням виступів за допомогою військ та підтримки бронетехніки і вертольотів.
Основним оплотом консервативних і ісламістських настроїв було місто Хама. У 1982 році урядові війська захопили цей бунтівний опліт. У результаті подій за різними оцінками загинуло від 17 до 40 тисяч осіб. Різанина в Хамі стала вирішальною подією, що поклала кінець активним виступам Братів-мусульман.